# Danya Abrams
Danya Earl Abrams (Westchester, Nueva York, 24 de septiembre de 1974) es un exjugador de baloncesto con doble nacionalidad español y estadounidense. Con 2,01 metros de altura y 114 kilos de peso, ocupaba la posición de ala-pívot. La mayor parte de su carrera deportiva transcurrió en clubes europeos, principalmente de España, donde jugó en Girona, Cáceres CB, Unicaja de Málaga, Caja San Fernando de Sevilla, CB Granada y por último en Inca (LEB).

## Trayectoria
Destacaba por su gran juego de espaldas a canasta, para lo que se valía de su corpulencia que le permitía sobreponer su falta de centímetros frente a otros jugadores interiores. Asimismo su tiro de media distancia era bastante fiable y supuso una importante fuente de puntos para sus equipos.
Después de jugar cuatro años con los Boston College Eagles en la Big East Conference de la División I de la NCAA, debutó como profesional con los Atlantic City Seagulls de la USBL.
Tras un paso breve y fallido por el baloncesto lituano, volvió a su país para actuar en la CBA como parte del Connecticut Pride. Allí jugaría 37 partidos, promediando 10,9 puntos y 3,8 rebotes por encuentro.
Culminada la temporada en los Estados Unidos, partió hacia Puerto Rico, donde compitió con los Santeros de Aguada en el Baloncesto Superior Nacional.
El Girona Gavis lo contrató para disputar la temporada 1998-99 de la Liga ACB. Ese sería el inicio de su carrera en España, la cual se extendió hasta 2005 e incluyó pasos por el Cáceres C.B., el Unicaja Málaga (con el que fue campeón de la Copa Korac en 2001 y consiguió el subcampeonato de la Liga ACB en la temporada 2001-02), el Caja San Fernando y el CB Granada.
Migró a Grecia, donde jugó en equipos de la A1 Ethniki, hasta que hizo su retorno a España en febrero de 2008, contratado por el Bàsquet Inca de la Liga LEB Oro.

## Palmarés
- 2000/01. Campeón de la  con el Unicaja Málaga.